# من کسی را رنجانده‌ام؟
من کسی را رنجانده‌ام؟ (به انگلیسی: Have I Offended Someone?) آلبومی از هنرمند اهل ایالات متحده آمریکا فرانک زاپا است که در سال ۱۹۹۷ میلادی منتشر شد.